# Quédate esta noche
«Quédate esta noche» fue la canción que representó a España en el Festival de la Canción de Eurovisión 1980. La referida canción tenía letra y música de José Antonio Martin y fue orquestada por Javier Iturralde, siendo interpretada por el trío Trigo Limpio.
La canción es una moderna pieza romántica con influencias de música disco.
Fue la décima canción (penúltima) a desfilar en el certamen, siguiente a la irlandesa con "What's Another Year" y antes de la banda belga Telex con "Euro-Vision". En el final de la votación, recibió 38 puntos y se clasificó en el 12.º lugar (entre 19 países participantes).
Además de editarse en español, también grabaron una versión en francés ("Viens rêver")